# Magali Rousseau
Magali Rousseau, manchmal auch Magalie Rousseau (* 10. März 1988 in Neuilly-sur-Seine), ist eine französische Schwimmerin. Sie nahm als Beckenschwimmerin an Olympischen Spielen teil und war als Rettungsschwimmerin mit sechs Goldmedaillen bei den World Games erfolgreich.

## Karriere
Die 1,75 Meter große Magali Rousseau schwamm 2008 für Canee 66 aus Canet-en-Roussillon. Sie ist die Tochter des früheren Europameisters Michel Rousseau.

### Beckenschwimmen
Bei den Europameisterschaften 2008 in Eindhoven belegte Rousseau den achten Platz über 200 Meter Schmetterling. Fünf Monate später bei den Olympischen Spielen 2008 in Peking schied sie mit der 28. Vorlaufzeit aus. 2009 bei den Mittelmeerspielen in Pescara wurde Rousseau Vierte über 200 Meter Schmetterling, zur Bronzemedaille fehlten ihr 0,31 Sekunden. Vier Wochen später schied sie über die gleiche Distanz im Halbfinale der Weltmeisterschaften 2009 aus.

### Rettungsschwimmen
Magali Rousseau war nach 2010 hauptsächlich als Rettungsschwimmerin aktiv. Bei den World Games 2013 siegte sie in den Einzelwettbewerben Retten einer Puppe und Super Lifesaver sowie mit der französischen Hindernisstaffel und mit der Kombinationsstaffel. Hinzu kam eine Bronzemedaille im Hindernisschwimmen. Vier Jahre später bei den World Games 2017 siegte sie mit der Hindernisstaffel. Im November 2018 erkämpfte Rousseau eine Silbermedaille und zwei Bronzemedaillen bei den Weltmeisterschaften. 2019 bei den Europameisterschaften in Riccione gewann Rousseau zwei Gold-, vier Silber- und zwei Bronzemedaillen. Bei den World Games 2022 siegte Rousseau im Super Lifesaver und wurde Zweite mit der Puppen-Rettungs-Mannschaft.